# Application territoriale de la loi pénale française
La question de la compétence territoriale de la loi pénale française est réglée par les articles 113-2 et suivants du Code pénal. 

## Les infractions commises sur le territoire de la République
La loi pénale française s'applique aux infractions dont l'un des éléments est commis sur le territoire français. La loi pénale étant destinée à assurer le respect de l'ordre public, elle est attachée au territoire sur lequel son auteur bénéficie de prérogative de puissance publique, du monopole de la force. 
Pour qu'une infraction soit réputée commise sur le territoire de la République, la présence d'un élément constitutif sur le territoire, même non infractionnel par lui-même, suffit. Ainsi, l'achat de matériel pour préparer un vol commis à l'étranger, acte préparatoire, peut entraîner la compétence du juge français pour ce vol.
La question du territoire est également délicate. Le territoire est constitué de toutes les terres comprises dans les frontières. De plus, les eaux territoriales sont également comprises dans le territoire. Les zones économiques exclusives, quant à elles, peuvent parfois servir d'assiette pour la compétence territoriale, pour certaines infractions, notamment les infractions environnementales.
L'espace aérien français ainsi que les navires et aéronefs immatriculés en France sont assimilés au territoire de la République.

## 2eprincipe
La loi pénale française s'applique aux crimes commis à l'étranger par une personne française au moment de la poursuite. Elle ne s'applique aux délits commis par les Français à l'étranger que si les faits sont incriminés par la législation du pays où ils sont commis. Cependant, l'ordre public français n'étant que peu troublé par ces faits, la poursuite des délits, réservée au ministère public, doit être précédée d'une plainte de la victime ou d'une dénonciation officielle par les autorités du pays de commission de l'infraction.

## 3eprincipe
La loi pénale française s'applique aux crimes et délits punis d'emprisonnement dont la victime est française au moment de l'infraction. Encore une fois, la poursuite des délits, réservée au ministère public, n'est possible qu'après plainte de la victime ou dénonciation officielle des autorités du pays de commission de l'infraction. Ce principe a été confirmé lors de la condamnation, en 1990, du colonel argentin Alfredo Astiz, accusé de la disparition forcée de deux nonnes françaises sous la dictature militaire, Léonie Duquet et Alice Domon. Il est aussi à l'origine du procès en 2010 contre des responsables chiliens de la dictature de Pinochet.
Il existe un principe de compétence universelle, prévue aux article 689 et suivants du CPP, qui renvoient à des conventions internationales, notamment sur les crimes contre l'humanité et le terrorisme.
En matière d'infraction sexuelle, la volonté de lutter contre le tourisme sexuel a conduit la France à adopter des règles de compétence particulière : article 222-22 du Code pénal qui prévoit l'applicabilité du droit français aux français et aux personnes résidant habituellement en France, même sans dénonciation officielle ni plainte de la victime.
Cas particulier : l'abus de biens sociaux ne pouvant être commis qu'au préjudice de personnes morales ayant certaines formes sociales, cette incrimination ne peut s'appliquer à des victimes étrangères

## Source
- Cass. Crim., 3 juin 2004.